# Sôl austan, Mâni vestan
Sôl austan, Mâni vestan (укр. На схід від сонця, на захід від місяця) — десятий студійний альбом норвезького блек-метал-гурту Burzum. Про випуск було оголошено 11 лютого 2013 року на офіційному сайті, а сам альбом вийшов на лейблі Byelobog Productions 27 травня 2013 року.

## Альбом
Sôl austan, Mâni vestan став третім інструментальним електронним альбомом Burzum, після Dauði Baldrs (1997) та Hliðskjálf (1999), які були записані під час перебування Варґа Вікернеса у в'язниці. Решта альбомів гурту за жанром відносяться до блек-металу. 
|                 | Як і два попередніх електронних альбоми, цей альбом — концептуальний. Я, як і раніше, не можу дати спокій язичницькій релігійно-духовній ідеї сходження до темряви, і проходження назад до світла; язичницькій містерії, піднесенню людини до божественного, просвітленню розуму, вигодовуванню ельфійського світла в людині. Я не зміг відмовитися від старонорвезької (тобто давньонорвезької) мови, хоча, оскільки альбом є інструментальним, в цей раз вона використовується лише у назвах композицій. |
| — Варґ Вікернес | |

|                 | Sôl austan, Mâni vestan являє собою близько 58 хвилин інструментальної електронної музики, яку найкраще можна охарактеризувати як розслаблююча, повільна, споглядальна і вельми оригінальна. Досі ви ніколи не чули нічого подібного, хоча її можна порівняти з іншою електронною музикою, такою як Tangerine Dream, і, гадаю, також зі старою електронною музикою Burzum. |
| — Варґ Вікернес | |

Більша частина композицій з альбому використовується як саундтрек до фільму «ForeBears», режисерами та продюсерами якого є Вікернес та його дружина Марі Каше.
У жовтні 2016 року на своєму youtube-каналі у відео «Про те, як я записував альбоми Burzum» Варґ розповів, що при запису альбому не було витрачено «ні пенні». За його словами, весь альбом він записав на комп'ютері Macintosh, який належить його дружині, а також, що він користувався виключно безкоштовними програмами звукозапису.

## Список композицій
| #     | Назва                 | Переклад українською     | Тривалість |
| ----- | --------------------- | ------------------------ | ---------- |
| 1.    | «Sôl austan»          | На схід від сонця        | 4:22       |
| 2.    | «Rûnar munt þû finna» | Ти знайдеш таємниці      | 3:28       |
| 3.    | «Sôlarrâs»            | Сонячна подорож          | 4:04       |
| 4.    | «Haugaeldr»           | Курганський вогонь       | 7:26       |
| 5.    | «Feðrahellir»         | Печера пращурів          | 5:21       |
| 6.    | «Sôlarguði»           | Сонячний бог             | 7:12       |
| 7.    | «Ganga at sôlu»       | За годинниковою стрілкою | 5:58       |
| 8.    | «Hîð»                 | Ведмежа барліг           | 6:24       |
| 9.    | «Heljarmyrkr»         | Морок смерті             | 4:02       |
| 10.   | «Mâni vestan»         | На захід від місяця      | 5:55       |
| 11.   | «Sôlbjörg»            | Захід                    | 4:00       |
| 58:12 |                       |                          |            |

## Виконавці
- Варґ Вікернес — усі інструменти, програмування.